# Povestea mea (cântec de Celia)
„Povestea mea” este un cântec pop al interpretei de origine română Celia. Piesa a fost lansată în vara anului 2009.
„«Povestea mea» e cu adevărat povestea mea, mai ales că versurile sunt făcute de mine și le simt. Piesa este cântată cu suflet.”
În vara anului 2009 solista a filmat un videoclip pentru înregistrarea „Povestea mea”, cântec ce urmează a fi inclus pe cel de-al doilea album de studio al său. Pentru această compoziție Celia a apelat din nou la producătorul Costi Ioniță, textul fiind scris de ea însăși. Scurtmetrajul a fost filmat în Bulgaria, la Palatul Regelui Simeon al II-lea, premiera sa având loc pe data de 30 iunie 2009. „Povestea mea” beneficiază și de o versiune în limba engleză — „My Story” — care prezintă versuri modificate și influențe de muzică trance. Artista s-a declarat mulțumită de rezultat, afirmând că dorește să lucreze în continuare în Bulgaria. Cântecul a fost interpretat într-o serie de emisiuni televizate, printre care și Trezirea la apel, difizată de postul de televiziune TVR 1 pe data de 4 septembrie 2009, unde Celia a declarat și faptul că următorul mateiral discograficc va fi lansat în cursul anului 2010, după promovarea unui nou extras pe single.

## Versiuni existente
- „Povestea mea” (baladă)
- „My Story” (versiunea „Accordion dance-club”)
- „My Story” (versiunea „Trance club”)

## Clasamente
| Țară (clasament)           | Poziția maximă | Referință   |
| -------------------------- | -------------- | ----------- |
| Bulgaria (APC Charts)      | 31             | [ 4 ] [ 5 ] |
| România (Romanian Top 100) | 75             | [ 6 ]       |